# Stanislaw Bohusch
Stanislaw Oleksandrowytsch Bohusch (ukrainisch Станіслав Олександрович Богуш, * 25. Oktober 1983 in Saporischschja) ist ein ukrainischer Fußballtorwart, der zurzeit für Dynamo Kiew das Tor hütet.

## Karriere
Bohusch ist ein Produkt des Jugendsystems von Metalurh Saporischschja. Sein Profidebüt für Metalurh Saporischschja gab er am 14. März 2004 beim 0:0 gegen Dnipro Dnipropetrowsk. Nach vier weiteren Jahren bei Metalurh unterschrieb er im Sommer 2008 einen Fünfjahresvertrag bei Dynamo Kiew. Sein Debüt für Kiew gab er am 17. August 2008 beim 2:0-Ligaerfolg gegen seinen Ex-Verein Saporischschja. Mit seiner guten Leistung in diesem Spiel verdrängte er Oleksandr Schowkowskyj aus dem Tor und sicherte sich seinen Stammplatz. In seiner ersten Saison erreichte er mit Dynamo das UEFA-Pokal-Halbfinale und wurde beim 0:0-Auswärtsremis gegen Fenerbahçe Istanbul in der Champions League Gruppenphase zum Mann des Spiels gewählt. In der Saison 2009/10 verlor er seinen Stammplatz wieder an Schowkowskyj und in der Saison darauf an Denis Boiko und Maksym Kowal.
Bohusch spielt für die ukrainische Nationalmannschaft. Außerdem spielte er bereits einige Male für die U-19 und U-21 Auswahl seines Landes.